# Potter, Wisconsin
Potter là một làng thuộc quận Calumet, tiểu bang Wisconsin, Hoa Kỳ. Năm 2006, dân số của làng này là 252 người.